# Mark Todd
Sir Mark James Todd  (Cambridge, 1 maart 1956) is een Nieuw-Zeelands ruiter, die gespecialiseerd is in eventing. Todd won tijdens de Olympische Zomerspelen 1984 de gouden medaille in de eventingwedstrijd individueel. Vier jaar later prolongeerde Todd zijn titel, hiermee is mee een van de drie ruiters die zijn olympische eventingtitel prolongeerde. Tijdens dezelfde spelen won Todd met het Nieuw-Zeelandse team de bronzen medaille in de teamwedstrijd eventing. Tijdens de Wereldruiterspelen 1990 behaalde Todd de wereldtitel in de eventing teamwedstrijd. Bij de Olympische Zomerspelen 1992 haalde Todd niet de finish in de terreinproef maar behaalde desondanks de zilveren medaille in de teamwedstrijd. Tijdens de Wereldruiterspelen 1998 behaalde Todd de zilveren medaille individueel en de wereldtitel met het eventingteam. Tijdens de Olympische Zomerspelen 2000 behaalde Todd de bronzen individuele medaille, na afloop van deze spelen besloot Todd zijn carrière te beëindigden.
In 2008 besloot Todd zijn rentree te maken en nam deel aan de Olympische Zomerspelen 2008. Tijdens zijn zesde olympische deelname in 2012 in Londen behaalde hij een bronzen medaille met het eventingteam. Vier jaar later in Rio de Janeiro viel Todd buiten de medailles.
In 1999 werd Todd verkozen tot eventingruiter van de eeuw.
Todd kwam in opspraak in 2022, toen er videobeelden opdoken waarop te zien is hoe hij een paard mishandelt. Hij werd daarop door de British Horseracing Authority, de regelgevende autoriteit voor de paardensport in Groot-Brittannië, geschorst.

## Resultaten
- Olympische Zomerspelen 1984 in Los Angeles  eventing met Charisma
- Olympische Zomerspelen 1984 in Los Angeles 6e landenwedstrijd eventing met Charisma
- Olympische Zomerspelen 1988 in Seoel  eventing met Charisma
- Olympische Zomerspelen 1988 in Seoel  landenwedstrijd eventing met Charisma
- Olympische Zomerspelen 1988 in Seoel niet geclassificeerd springconcours met Bago
- Olympische Zomerspelen 1988 in Seoel 12e landenwedstrijd springconcours met Bago
- Wereldruiterspelen 1990 in Stockholm 5e in de eventing met Bahlua
- Wereldruiterspelen 1990 in Stockholm  in de landenwedstrijd eventing met Bahlua
- Olympische Zomerspelen 1992 in Barcelona niet gefinisht eventing met Welton Greylag
- Olympische Zomerspelen 1992 in Barcelona  landenwedstrijd eventing met Welton Greylag
- Olympische Zomerspelen 1992 in Barcelona niet geclassificeerd springconcours met Double Take
- Olympische Zomerspelen 1992 in Barcelona 15e landenwedstrijd springconcours met Double Take
- Wereldruiterspelen 1994 in Den Haag 47e in de eventing met Bahlua
- Wereldruiterspelen 1994 in Den Haag 6e in de landenwedstrijd eventing met Bahlua
- Wereldruiterspelen 1998 in Rome  in de eventing met Broadcast News
- Wereldruiterspelen 1998 in Rome  in de landenwedstrijd eventing met Broadcast News
- Olympische Zomerspelen 2000 in Sydney  eventing met Eye Spy II
- Olympische Zomerspelen 2000 in Sydney 8e landenwedstrijd eventing met Eye Spy II
- Olympische Zomerspelen 2008 in Peking eventing met 17e Gandalf
- Olympische Zomerspelen 2008 in Peking 5e landenwedstrijd eventing met Gandalf
- Wereldruiterspelen 2010 in Lexington 11e in de eventing met Grass Valley
- Wereldruiterspelen 2010 in Lexington  in de landenwedstrijd eventing met Grass Valley
- Olympische Zomerspelen 2012 in Londen eventing met 12e Campino
- Olympische Zomerspelen 2012 in Londen  landenwedstrijd eventing met Campino
- Wereldruiterspelen 2014 in Normandië uitgevallen in de eventing met Leonidas II
- Wereldruiterspelen 2014 in Normandië 14e in de landenwedstrijd eventing met Leonidas II
- Olympische Zomerspelen 2016 in Rio de Janeiro eventing met 7e Leonidas II
- Olympische Zomerspelen 2016 in Rio de Janeiro 4e landenwedstrijd eventing met Leonidas II

1912: Axel Nordlander ·
1920: Helmer Mörner ·
1924: Dolf van der Voort van Zijp ·
1928: Charles Pahud de Mortanges ·
1932: Charles Pahud de Mortanges ·
1936: Ludwig Stubbendorf ·
1948: Bernard Chevallier ·
1952: Hans von Blixen-Finecke jr. ·
1956: Petrus Kastenman ·
1960: Lawrence Morgan ·
1964: Mauro Checcoli ·
1968: Jean-Jacques Guyon ·
1972: Richard Meade ·
1976: Edmund Coffin ·
1980: Euro Federico Roman ·
1984: Mark Todd ·
1988: Mark Todd ·
1992: Matt Ryan ·
1996: Blyth Tait ·
2000: David O'Connor ·
2004: Leslie Law ·
2008: Hinrich Romeike ·
2012: Michael Jung ·
2016: Michael Jung ·
2020: Julia Krajewski ·
2024: Michael Jung
- Gemeinsame Normdatei: 115608788
- International Standard Name Identifier: 0000 0000 6773 1888
- Library of Congress Control Number: n96058230
- Trove: 1125529
- Virtual International Authority File: 93645995
- WorldCat: E39PBJqBqRyBYcJYjPxxjd3fbd